# Simão Mate Junior
Simão Mate Junior (sinh ngày 23 tháng 6 năm 1988) là một cầu thủ bóng đá người Mozambique.

## Đội tuyển bóng đá quốc gia Mozambique
Simão Mate Junior thi đấu cho đội tuyển bóng đá quốc gia Mozambique từ năm 2007 đến 2016.

## Thống kê sự nghiệp
| Đội tuyển bóng đá Mozambique | Đội tuyển bóng đá Mozambique | Đội tuyển bóng đá Mozambique |
| Năm                          | Trận                         | Bàn                          |
| ---------------------------- | ---------------------------- | ---------------------------- |
| 2007                         | 6                            | 0                            |
| 2008                         | 8                            | 0                            |
| 2009                         | 6                            | 0                            |
| 2010                         | 7                            | 0                            |
| 2011                         | 1                            | 0                            |
| 2012                         | 5                            | 0                            |
| 2013                         | 0                            | 0                            |
| 2014                         | 7                            | 0                            |
| 2015                         | 0                            | 0                            |
| 2016                         | 2                            | 0                            |
| Tổng cộng                    | 42                           | 0                            |